# Port Glasgow Athletic
Der Port Glasgow Athletic Football Club war ein schottischer Fußballverein aus der Hafenstadt Port Glasgow. Die Wettkampfmannschaft trat zeitweise in der Scottish Football League an.

## Geschichte
Port Glasgow Athletic gründete sich 1880 als Broadfield FC und übernahm 1881 den Namen Port Glasgow Athletic. 1891 gehörte der im Clune Park antretende Klub zu den Gründungsmitgliedern der Scottish Football Alliance, trat aber nach nur zwei Spielzeiten wieder aus. 1893 schloss er sich der Scottish Football League an und wurde in die neu gegründete Division Two aufgenommen. Im Pokalwettbewerb 1898/99 erreichte die Mannschaft nach Erfolgen über den FC Renton, West Calder Swifts und Partick Thistle erstmals das Halbfinale im Scottish FA Cup, dort schied sie nach einer 2:4-Niederlage gegen den späteren Titelträger Celtic Glasgow aus. In der Spielzeit 1901/02 gewann sie vor Absteiger Partick Thistle die Zweitligameisterschaft, beide Klubs stiegen in die Division One auf. Hier platzierte sich der Klub vornehmlich im hinteren Tabellendrittel, im Pokalwettbewerb 1905/06 ließ er jedoch als erneuter Semifinalteilnehmer aufhorchen. Der FC Dunblane, der FC Kilmarnock – nach zwei Remis mit einem 1:0-Erfolg im zweiten Wiederholungsspiel – und die Glasgow Rangers wurden geschlagen, ehe sich mit Heart of Midlothian erneut der spätere Sieger des Wettbewerbs als zu hohe Hürde erwies. Die Spielzeit 1906/07 und 1907/08 beendete der Klub als Tabellenletzter und profitierte davon, dass es bis 1922 keine automatische Abstiegsregelung gab, sondern die Vereinsversammlung die Teilnehmer wählte und den Klub dabei jeweils als Erstligisten bestätigte.
Am Ende der Spielzeit 1909/10 stand Port Glasgow Athletic erneut am Tabellenende und verzichtete auf den Antritt zur Wiederwahl, so dass die Mannschaft wieder in der Division Two antrat. Dort wurde sie in der Spielzeit 1910/11 Tabellenachter, trat jedoch nach Saisonende aus der Scottish Football League aus und wurde durch das Neumitglied FC St. Johnstone ersetzt. Nach einem kurzzeitigen Gastspiel bei der Scottish Football Union löste sich der Klub 1912 auf. Einige Spieler schlossen sich dem 1893 gegründeten assoziierten Klub Port Glasgow Athletic Juniors an, der mit dem Clune Park als Heimstätte bis 1919 mehrfach Meister in der Scottish Junior Football League und nach der Einstellung der Spielbetriebs zu Beginn des Zweiten Weltkriegs 1939 später nicht mehr aktiviert wurde.